# Ungarische Fußballnationalmannschaft der Frauen
Die ungarische Fußballnationalmannschaft der Frauen repräsentiert Ungarn im internationalen Frauenfußball. Die Nationalmannschaft ist dem ungarischen Fußballverband unterstellt und wird von Attila Vágó trainiert. Die ungarische Auswahl konnte sich bisher nicht für ein großes Turnier qualifizieren. Der größte Erfolg war das Erreichen des Viertelfinals bei der Fußball-Europameisterschaft der Frauen 1991.
In der Qualifikation zur WM 2011 traf die Mannschaft in einer osteuropäischen Gruppe auf die Ukraine, Polen, Rumänien und Bosnien und Herzegowina. Obwohl die Ungarinnen nur das Spiel in der Ukraine verloren, reichte es am Ende nur zu Rang 3 in der sehr ausgeglichenen Gruppe.
Die höchste FIFA-Platzierung wurde beim Start der Rangliste mit Platz 26 belegt und von Juli 2003 bis März 2004 gehalten. Danach fiel Ungarn bis auf 39 zurück, der von Juni 2008 bis Juni 2009 belegt wurde und stieg dann zwischenzeitlich wieder bis auf Rang 30 im März 2011.

## Turnierbilanz

### Weltmeisterschaft
| - 1991: nicht qualifiziert - 1995: nicht qualifiziert - 1999: nicht qualifiziert - 2003: nicht qualifiziert - 2007: nicht qualifiziert - 2011: nicht qualifiziert | - 2015: nicht qualifiziert - 2019: nicht qualifiziert - 2023: nicht qualifiziert |

### Europameisterschaft
| - 1984: nicht teilgenommen - 1987: nicht qualifiziert - 1989: nicht qualifiziert - 1991: Viertelfinale - 1993: nicht qualifiziert - 1995: nicht qualifiziert - 1997: nicht qualifiziert | - 2001: nicht qualifiziert - 2005: nicht qualifiziert - 2009: nicht qualifiziert - 2013: nicht qualifiziert - 2017: nicht qualifiziert - 2022: nicht qualifiziert - 2025: nicht qualifiziert |

### Olympische Spiele
Die Qualifikation erfolgte bis 2020 über die WM-Endrunde, ab 2024 über die UEFA Women’s Nations League.
| - 1996: nicht qualifiziert - 2000: nicht qualifiziert - 2004: nicht qualifiziert - 2008: nicht qualifiziert | - 2012: nicht qualifiziert - 2016: nicht qualifiziert - 2020: nicht qualifiziert - 2024: Keine Möglichkeit sich zu qualifizieren |

### Nations League
- 2023/24: Liga B1 – 2. Platz, Play-off gegen Belgien verloren
- 2025: Liga B3 – 3. Platz, Abstieg in Liga C für die Qualifikation zur WM 2027

### Algarve-Cup
| - 2012: 12. Platz - 2013: 10. Platz |

### Istrien-Cup
| - 2015: 7. Platz |

### Zypern-Cup
- 2016: 5. Platz
- 2017: 10. Platz
- 2018: 12. Platz
- 2019: 11. Platz

## Spiele gegen Nationalmannschaften deutschsprachiger Länder
Alle Ergebnisse aus ungarischer Sicht.

### Deutschland
| Datum              | Ort             | Ergebnis | Anlass           |
| ------------------ | --------------- | -------- | ---------------- |
| 9. April 1985      | Siófok          | 01:0     | 1. Länderspiel   |
| 15. April 1986     | Straubing       | 01:2     |                  |
| 7. Oktober 1987    | Budapest        | 00:1     | EM-Qualifikation |
| 30. Oktober 1988   | Passau          | 00:4     | EM-Qualifikation |
| 1. Oktober 1989    | Straubing       | 00:0     | EM-Qualifikation |
| 14. Oktober 1990   | Sopron          | 00:4     | EM-Qualifikation |
| 25. September 1991 | Mosonmagyaróvár | 00:2     |                  |
| 18. September 2015 | Halle (Saale)   | 00:12    | EM-Qualifikation |
| 20. September 2016 | Győr            | 00:1     | EM-Qualifikation |

### Schweiz
| Datum              | Ort      | Ergebnis | Anlass           |
| ------------------ | -------- | -------- | ---------------- |
| 1. Oktober 1985    | Renens   | 02:1     | EM-Qualifikation |
| 1. Oktober 1986    | Eger     | 01:1     | EM-Qualifikation |
| 1. November 1987   | Szolnok  | 07:1     |                  |
| 1. Juni 1988       | Zürich   | 00:3     | EM-Qualifikation |
| 1. September 1989  | Kalocsa  | 01:1     | EM-Qualifikation |
| 26. September 1992 | Riehen   | 02:1     |                  |
| 31. Mai 2024       | Biel     | 01:2     | EM-Qualifikation |
| 4. Juni 2024       | Budapest | 01:0     | EM-Qualifikation |

### Österreich
| Datum              | Ort           | Ergebnis | Anlass           |
| ------------------ | ------------- | -------- | ---------------- |
| 9. Oktober 1991    | Wien          | 03:0     |                  |
| 29. April 1992     | Budapest      | 03:0     |                  |
| 11. Oktober 1992   | Tadten        | 02:0     |                  |
| 11. September 1993 | Parndorf      | 00:1     |                  |
| 18. August 1996    | Wien          | 03:1     |                  |
| 7. Juni 1997       | Bük           | 02:0     |                  |
| 24. September 2005 | Bük           | 00:3     | WM-Qualifikation |
| 26. August 2006    | Bruckneudorf  | 01:1     | WM-Qualifikation |
| 26. Oktober 2013   | Budapest      | 00:3     | WM-Qualifikation |
| 13. September 2014 | St. Pölten    | 03:4     | WM-Qualifikation |
| 6. März 2015       | Umag (HRV)    | 00:1     | Istrien Cup 2015 |
| 4. März 2016       | Larnaka (CYP) | 01:2     | Zypern-Cup 2016  |